# حي الجراف الشرقي (صنعاء)

تعديل مصدري - تعديل

حي الجراف الشرقي أحد أحياء مديرية شعوب في مدينة صنعاء اليمنية، بلغ عدد سكانه 15545نسمة حسب التعداد السكاني في اليمن لعام 2004.

## الحارات
| الحارة         | عدد المساكن | عدد الأسر | الذكور | الأناث | الإجمالي |
| -------------- | ----------- | --------- | ------ | ------ | -------- |
| حارة بير عرهب  | 385         | 369       | 1349   | 1196   | 2545     |
| حارة بيت عرهب  | 382         | 358       | 1234   | 1195   | 2429     |
| حارة بير زيد   | 921         | 877       | 3416   | 3027   | 6443     |
| حارة النوبة    | 219         | 214       | 844    | 762    | 1606     |
| حارة نوبة النص | 371         | 361       | 1356   | 1166   | 2522     |
| الإجمالي       | 2278        | 2179      | 8199   | 7346   | 15545    |